# Krzysztof Soszynski
Krzysztof Soszyński (pronunciación polaca: [ˈkʂɨʂtɔf sɔˈʂɨɲskʲi], nacido el 2 de agosto de 1977) es un artista marcial mixto polaco-canadiense retirado que compitió en la categoría de peso semipesado. 
Luchó para Los Ángeles Anacondas de la IFL. Después de la desaparición de esa organización, se trasladó a la UFC, apareciendo en The Ultimate Fighter 8.

## Primeros años
Soszynski nació en Stalowa Wola, Polonia. Vivió allí hasta los 10 años, cuando su familia se trasladó a Winnipeg, Manitoba, Canadá. Allí jugó al fútbol y al fútbol canadiense para Maples Collegiate, pero más tarde volvió al culturismo y la lucha libre profesional. 
Soszynski entrenó jiu-jitsu brasileño bajo las órdenes del cinturón negro y propietario del gimnasio, Rodrigo Munduruca, en Winnipeg. Trabajó como sirviente en el Hotel Fairmont Winnipeg y como promotor de eventos en locales de artes marciales en Manitoba.

## Carrera de artes marciales mixtas

### The Ultimate Fighter
Soszynski entró en The Ultimate Fighter 8, donde derrotó a Mike Stewart y Kyle Kingsbury en el camino a las semifinales, donde perdió ante Vinny Magalhães.

### Ultimate Fighting Championship
Tras un notable paso en el TUF, Soszynski debutó en la UFC el 13 de diciembre de 2008 frente a Shane Primm en The Ultimate Fighter 8 Finale. Soszynski ganó la pelea por sumisión en la segunda ronda, ganando así el premio a la Sumisión de la Noche.
En su segundo combate, el 18 de abril de 2009, Soszynski se enfrentó al duro Brian Stann en UFC 97. Soszynski ganó la pelea por sumisión (2ª Kimura consecutiva) en la primera ronda, ganando así el premio a la Sumisión de la Noche. Un mes más tarde, Soszynski se enfrentó a André Gusmão el 23 de mayo de 2009 en UFC 98. Soszynski ganó la pelea por nocaut en la primera ronda.
El 29 de agosto de 2009, Soszynski se enfrentó a Brandon Vera en UFC 102. Soszynski perdió la pelea por decisión unánime.
El 21 de febrero de 2010, Soszynski se enfrentó a Stephan Bonnar en UFC 110. Soszynski ganó la pelea por nocaut técnico en la tercera ronda. Cinco meses más tarde, debido a la controvertida victoria de Soszynski, ambos se volvieron a enfrentar el 3 de julio en UFC 116. Esta vez, Bonnar ganó la pelea por nocaut técnico en la segunda ronda. Tras el evento, ambos peleadores ganaron el premio a la Pelea de la Noche.
Soszynski se enfrentó a Goran Reljić el 23 de noviembre de 2010 en UFC 122. Soszynski ganó la pelea por decisión unánime.
El 11 de junio de 2011, Soszynski se enfrentó a Mike Massenzio en UFC 131. Soszynski ganó la pelea por decisión unánime.
Soszynski se enfrentó a Igor Pokrajac el 10 de diciembre de 2011 en UFC 140. Soszynski perdió la pelea por nocaut en la primera ronda.
El 15 de agosto de 2014, Soszynski anunció su retiro de las artes marciales mixtas en el programa Inside MMA, afirmando que tenía problemas de memoria tras su última pelea.

## Vida personal
Soszynski tiene una esposa llamada Geneviève. Él también tiene un hijo llamado Nicholas de una relación anterior.

## Campeonatos y logros
- Ultimate Fighting Championship
  - Sumisión de la Noche (Dos veces)
  - Pelea de la Noche (Una vez)

## Récord en artes marciales mixtas
| Resultado | Récord  | Oponente          | Método                             | Evento                                  | Fecha                    | Ronda | Tiempo | Localización     | Notas                                                                   |
| --------- | ------- | ----------------- | ---------------------------------- | --------------------------------------- | ------------------------ | ----- | ------ | ---------------- | ----------------------------------------------------------------------- |
| Derrota   | 26–12–1 | Igor Pokrajac     | KO (golpes)                        | UFC 140                                 | 10 de diciembre de 2011  | 1     | 0:35   | Toronto          |                                                                         |
| Victoria  | 26–11–1 | Mike Massenzio    | Decisión (unánime)                 | UFC 131                                 | 11 de junio de 2011      | 3     | 5:00   | Vancouver        |                                                                         |
| Victoria  | 25–11–1 | Goran Reljić      | Decisión (unánime)                 | UFC 122                                 | 13 de noviembre de 2010  | 3     | 5:00   | Oberhausen       |                                                                         |
| Derrota   | 24–11–1 | Stephan Bonnar    | TKO (rodillazo y golpes)           | UFC 116                                 | 3 de julio de 2010       | 2     | 3:08   | Nevada           | Pelea de la Noche.                                                      |
| Victoria  | 24–10–1 | Stephan Bonnar    | TKO (corte)                        | UFC 110                                 | 21 de febrero de 2010    | 3     | 1:04   | Sídney           |                                                                         |
| Derrota   | 23–10–1 | Brandon Vera      | Decisión (unánime)                 | UFC 102                                 | 29 de agosto de 2009     | 3     | 5:00   | Oregón           |                                                                         |
| Victoria  | 23–9–1  | André Gusmão      | KO (golpes)                        | UFC 98                                  | 23 de mayo de 2009       | 1     | 3:17   | Nevada           |                                                                         |
| Victoria  | 22–9–1  | Brian Stann       | Sumisión (kimura)                  | UFC 97                                  | 18 de abril de 2009      | 1     | 3:53   | Quebec           | Sumisión de la Noche.                                                   |
| Victoria  | 21–9–1  | Shane Primm       | Sumisión (kimura)                  | The Ultimate Fighter 8 Finale           | 13 de diciembre de 2008  | 2     | 3:27   | Nevada           | Sumisión de la Noche.                                                   |
| Victoria  | 20–9–1  | Marcus Hicks      | Sumisión (kimura)                  | UCW 11: Hell in the Cage                | 11 de abril de 2008      | 1     | N/A    | Winnipeg         |                                                                         |
| Victoria  | 19–9–1  | Alex Andrade      | Descalificación (golpes bajos)     | Ring of Combat 18                       | 7 de marzo de 2008       | 2     | 4:46   | Nueva Jersey     |                                                                         |
| Victoria  | 18–9–1  | Robert Villegas   | Descalificación (rechazo a pelear) | HDNet Fights: Reckless Abandon          | 15 de diciembre de 2007  | 2     | 3:15   | Texas            |                                                                         |
| Derrota   | 17–9–1  | Ben Rothwell      | TKO (golpes)                       | IFL: 2007 Semifinals                    | 2 de agosto de 2007      | 1     | 0:13   | Nueva Jersey     |                                                                         |
| Derrota   | 17–8–1  | Reese Andy        | Decisión (dividida)                | IFL: Everett                            | 1 de junio de 2007       | 3     | 4:00   | Washington       |                                                                         |
| Victoria  | 17–7–1  | Dan Christison    | Decisión (unánime)                 | IFL: Los Angeles                        | 17 de marzo de 2007      | 3     | 4:00   | California       |                                                                         |
| Derrota   | 16–7–1  | Mike Whitehead    | Decisión (unánime)                 | IFL: Championship Final                 | 29 de diciembre de 2006  | 3     | 4:00   | Connecticut      |                                                                         |
| Victoria  | 16–6–1  | Devin Cole        | Sumisión (armbar)                  | IFL: World Championship Semifinals      | 2 de noviembre de 2006   | 2     | 1:14   | Oregón           |                                                                         |
| Victoria  | 15–6–1  | Icho Larenas      | TKO (parada médica)                | TKO 27: Reincarnation                   | 29 de septiembre de 2006 | 3     | 0:00   | Quebec           |                                                                         |
| Victoria  | 14–6–1  | Tom Howard        | TKO (golpes)                       | IFL: Portland                           | 9 de septiembre de 2006  | 1     | 3:47   | Oregón           |                                                                         |
| Victoria  | 13–6–1  | Yan Pellerin      | Sumisión (kimura)                  | TKO 26: Heatwave                        | 30 de junio de 2006      | 1     | 1:30   | Quebec           |                                                                         |
| Derrota   | 12–6–1  | Ben Rothwell      | TKO (golpes)                       | IFL: Legends Championship 2006          | 29 de abril de 2006      | 1     | 3:59   | Nueva Jersey     |                                                                         |
| Empate    | 12–5–1  | Mike Kyle         | Empate técnico                     | Strikeforce: Shamrock vs. Gracie        | 10 de marzo de 2006      | 1     | 2:02   | California       | Kyle sufrió un piquete de ojos y la pelea se declaró en empate técnico. |
| Derrota   | 12–5    | Brian Schall      | TKO (golpes)                       | TKO 24: Eruption                        | 28 de enero de 2006      | 3     | 3:00   | Quebec           |                                                                         |
| Derrota   | 12–4    | Martin Desilets   | TKO (parada médica)                | TKO 23: Extreme                         | 5 de noviembre de 2005   | 2     | 1:30   | Quebec           |                                                                         |
| Derrota   | 12–3    | Matt Horwich      | Sumisión (rear-naked choke)        | Freedom Fight: Canada vs. USA           | 9 de julio de 2005       | 2     | 0:52   | Quebec           |                                                                         |
| Victoria  | 12–2    | Ron Fields        | Sumisión (armbar)                  | UCW 2: Caged Inferno                    | 18 de junio de 2005      | 1     | 2:25   | Winnipeg         |                                                                         |
| Victoria  | 11–2    | Jason Day         | TKO (golpes)                       | RR 8 - Roadhouse Rumble 8               | 9 de abril de 2005       | 1     | 2:08   | Lethbridge       |                                                                         |
| Victoria  | 10–2    | Troy Hadley       | TKO (golpes)                       | NFA: Super Brawl                        | 29 de enero de 2005      | 1     |        | Dakota del Norte |                                                                         |
| Victoria  | 9–2     | Chris Thiel       | KO (golpes)                        | Ultimate Cage Wars 1                    | 29 de octubre de 2004    | 1     |        | Winnipeg         |                                                                         |
| Victoria  | 8–2     | Wyatt Lewis       | KO (golpes)                        | RITR 1 - Rage in the Ring 1             | 23 de octubre de 2004    | 1     |        | Lethbridge       |                                                                         |
| Victoria  | 7–2     | Lee Mein          | Sumisión (golpes)                  | WFF 7: Professional Shooto              | 23 de julio de 2004      | 2     | 2:06   | Vancouver        |                                                                         |
| Derrota   | 6–2     | Chris Tuchscherer | Decisión (unánime)                 | NFA: Moorhead                           | 12 de junio de 2004      | 3     | 3:00   | Minnesota        |                                                                         |
| Victoria  | 6–1     | Dennis Stull      | TKO (golpes)                       | ICC - Trials 2                          | 30 de abril de 2004      | 1     |        | Minnesota        |                                                                         |
| Victoria  | 5–1     | Jack Burton       | Sumisión (rear-naked choke)        | ICC - Trials 2                          | 30 de abril de 2004      | 1     |        | Minnesota        |                                                                         |
| Victoria  | 4–1     | Matt Lafromboise  | Sumisión (golpes)                  | DFC 1 - Dakota Fighting Championships 1 | 17 de abril de 2004      | 1     | 1:14   | Dakota del Norte |                                                                         |
| Victoria  | 3–1     | Kyle Olsen        | Sumisión (agotamiento)             | NFA: Best Damn Fights                   | 20 de marzo de 2004      | 1     | 4:55   | Dakota del Norte |                                                                         |
| Victoria  | 2–1     | Ben Konecnec      | TKO (golpes)                       | IFA: Ultimate Trials                    | 27 de febrero de 2004    | 1     | 0:26   | Iowa             |                                                                         |
| Derrota   | 1–1     | Jason Day         | Decisión (unánime)                 | RR 8 - Roadhouse Rumble 8               | 1 de noviembre de 2003   | 2     | 5:00   | Lethbridge       |                                                                         |
| Victoria  | 1–0     | Matt Lafromboise  | Sumisión (golpes)                  | Absolute Ada Fights 4                   | 13 de septiembre de 2003 | 1     | 3:23   | Minnesota        |                                                                         |

## Filmografía
| Año  | Título              | Papel                          | Notas |
| ---- | ------------------- | ------------------------------ | ----- |
| 2014 | Tapped out          | Dominic Gray                   |       |
| 2012 | Here Comes the Boom | Ken "The Executioner" Dietrich |       |
| 2017 | Logan               | Mohawk Reaver                  |       |
| 2013 | El Fin del Sol      | Alpha                          |       |